# Associate professor
Associate professor er en akademisk titel, der kan have forskellige betydninger. I Nordamerika og på universiteter andre steder, hvor det nordamerikanske system benyttes, er det en position mellem assistant professor og professor. I en række Common wealth lande benyttes associate professor ofte i stedet for brugen af reader, som benyttes i Storbritannien og på et antal øvrige Common wealth universiteter; denne brug er typisk på universiteter i Australien og New Zealand, endvidere i Sydafrika, Malaysia og andre lande. (titlen associate professor i disse lande svarer ligesom titlen reader til et full professorship i Nordamerika).
Nogle universiteter i Commonwealth lande har skiftet til det amerikanske system eller indført en kombination. For eksempel skiftede University of Western Australia til det amerikansk-lignende system i 2009 og de medarbejdere, som tidligere havde titlen associate professor, fik nu titlen som professor. Dem, der havde titlen som senior lecturer, fik titlen som associate professor.

## Overblik
Tabellen giver et bredt overblik i forskellen mellem commonwealth system og nordamerikanske system.
| Nordamerikanske system                             | Commonwealth system                      |
| -------------------------------------------------- | ---------------------------------------- |
| Professor (distinguished professor eller lignende) | Professor                                |
| Professor                                          | Reader eller associate professor         |
| Associate professor                                | Senior lecturer eller principal lecturer |
| Assistant professor                                | Lecturer                                 |